# Protection (film, 2001)
Pour les articles homonymes, voir Protection.
Pour plus de détails, voir Fiche technique et Distribution.
Protection est un film américain réalisé par John Flynn, sorti en 2001.

## Fiche technique
- Titre : Protection
- Réalisation : John Flynn
- Scénario : Jack Kelly
- Photographie : Marc Charlebois
- Musique : Richard Marvin
- Production : Ralph Bibo, Werner Bibo, Lee Faulkner, Marc Forby, Patrice Theroux et J. David Williams
- Pays d'origine : États-Unis
- Genre : thriller
- Durée : 96 minutes
- Date de sortie : 2001

## Distribution
- Stephen Baldwin : Sal
- Peter Gallagher : Ted
- Aron Tager : Lujak
- Katie Griffin (en) : Gina
- Deborah Odell : Laura
- Martin Neufeld : Davey Hicks
- Tony Calabretta : Rudy
- Harry Standjofski : Angelo
- Karen Cliche : Savannah
- John Walsh : Tireur